# ساري فلاح
ساري فلاح (بالعبرية: סארי פלאח‏) ؛ من مواليد 22 نوفمبر عام 1991) ، هو إسرائيلي درزي يلعب كرة القدم بإحتراف ، متعاقد حاليًا مع فريق الدوري الإسرائيلي الممتاز اتحاد أبناء سخنين.

## سيرة مهنته
لعب فلاح لأول مرة احترافياً ، عندما لعب كلاعب بديل لفلاديمير دفاليشفيلي ، حيث كانت نتيجة المباراة تعادل 0-0 في كأس توتو ضد فريق هبويل بئر السبع في تاريخ 11 نوفمبر 2009.
في موسم 2011-12 ، بعد أن تعرض أندريه بيليافسكي لإصابة، حصل فلاح على المركز الأول في الفريق الأول وأصبح جزءًا مهمًا في تشكيل الفريق بالنسبة لمدرب مكابي حيفا إليشع ليفي ، لكنه خسر مكانه لاحقًا في تشكيل الفريق لصالح إيدن كوكاليش الذي تم إدخاله للفريق في شهر يناير. في نهاية الموسم ، كانت فلاح مصمم على ترك ومغادرة فريق مكابي حيفا ، على الرغم من أنه كان لا يزال متعاقد معهم. كان غائبا عن التدريب الافتتاحي وفي صيف عام 2012 وبموجب نصيحة الوكيل دودو دهان، وقع فلاح عقدًا مع فريق روماني رغم أن مكابي حيفا لم تحرره من عقده معها. كما أعلن مكابي حيفا عن نيتها للتعامل مع المشكلة كمشكلة تأديبية وقانونية وعن نيتها لتقديم شكوى لهيئة الاتحاد الدولي لكرة القدم ، تم إقراض فلاح في نهاية المطاف لبني يهودا .
في يناير عام 2013 ، في مباراة ضد نادي بيتار القدس في ملعب تيدي ، أصيب فلاح بكسر في كاحله ، بعد إصابته هذه، إمتنع فلاح من لعب كرة القدم وغاب عن الملعب لفترة طويلة.

### سيرة مهنته العالمية
في عام 2009 ، تم اختيار فلاح لتمثيل إسرائيل في ألعاب مكابية 2009 . كان فلاح جزءًا من منتخب منتخب إسرائيل تحت 21 سنة لكرة القدم ، ولكن بعد إصابته غاب عن بطولة أوروبا تحت 21 سنة لكرة القدم 2013.

## إحصائيات النادي المهنية
(صحيح اعتبارًا من تاريخ 1 أغسطس 2014) 
| النادي               | الموسم               | الدوري  | الدوري  | الدوري | كوب     | كوب     | كوب   | كأس توتو | كأس توتو | كأس توتو | أوروبا  | أوروبا  | أوروبا | مجموع   | مجموع   | مجموع |
| النادي               | الموسم               | تطبيقات | الأهداف | يساعد  | تطبيقات | الأهداف | يساعد | تطبيقات  | الأهداف  | يساعد    | تطبيقات | الأهداف | يساعد  | تطبيقات | الأهداف | يساعد |
| -------------------- | -------------------- | ------- | ------- | ------ | ------- | ------- | ----- | -------- | -------- | -------- | ------- | ------- | ------ | ------- | ------- | ----- |
| مكابي حيفا           | 2010-11              | 1       | 0       | 0      | 1       | 0       | 0     | 4        | 0        | 0        | 0       | 0       | 0      | 6       | 0       | 0     |
| مكابي حيفا           | 2011-12              | 22      | 2       | 1      | 2       | 0       | 0     | 3        | 0        | 0        | 8       | 0       | 0      | 35      | 2       | 1     |
| بني يهودا            | 2012-2013            | 16      | 2       | 0      | 0       | 0       | 0     | 0        | 0        | 0        | 0       | 0       | 0      | 16      | 2       | 0     |
| مكابي حيفا           | 2013-2014            | 21      | 0       | 0      | 1       | 0       | 0     | 0        | 0        | 0        | 1       | 0       | 0      | 23      | 0       | 0     |
| هبوعيل تل أبيب       | 2014–15              | 26      | 1       | 0      | 0       | 0       | 0     | 0        | 0        | 0        | 0       | 0       | 0      | 26      | 1       | 0     |
| مسار مهني مسار وظيفي | مسار مهني مسار وظيفي | 60      | 4       | 1      | 4       | 0       | 0     | 7        | 0        | 0        | 9       | 0       | 0      | 90      | 4       | 1     |

## روابط خارجية
- ساري فلاح على موقع Soccerway.com (الإنجليزية)

## الحواشي
1. ↑  "סגלי נבחרות ישראל לטורניר הכדורגל של המכביה". Israel Football Association. 9 يوليو 2009. مؤرشف من الأصل في 2016-01-25. اطلع عليه بتاريخ 2009-07-12.
2. ↑  ONE: בני יהודה - סארי פלאח نسخة محفوظة 29 أغسطس 2020 على موقع واي باك مشين.